# 心兰书社
心兰书社，清朝同治十一年（1872年）创办于浙江瑞安，是已知中国创办时间最早的公共图书馆雏形，瑞安市图书馆前身之一。心兰书社的首倡者是许启畴，社址原在大沙堤，许启畴死后于1893年移驻县城东北，一度为利济医学堂附属图书馆，20世纪初停办。现址为书社旧址，建筑系民国大陸时期重建，2011年被列入浙江省文物保护单位，经修缮后于2014年恢复对外开放、2016年转交瑞安市图书馆。

## 建筑
心兰书社是一座会馆式建筑，书社建筑呈凸字形，现存建筑系民国时期重建，为仿西洋风格，立面精美。单层附带阁楼，人字形屋顶，坐北朝南，南面凸出，东西长约213米，南北长约132米，屋顶高7.230米，外墙高4.340米，占地面积280平方米。南门多为发券式拱门。现建筑正中心为大厅，内有雕塑展示当年读书学子情形；书社各房布置展览，介绍书社历史；正厅两侧小间布置书架；东厢房用作会议接待，西厢房用作城市书房。

## 历史
心兰书社创办于清同治十一年（1872年）。当时瑞安属于穷乡僻壤，玉海楼尚未建立，私家的藏书不会轻易出借，瑞安本地的寒门学子难以获取书籍。某日清议时候许启畴倡议建立书社方便寒门子弟读书，陈虬、陈国桢兄弟唱和，池步瀛、周焕文、林汝梅、林挺芳、张成祐、胡福臣、周绍基、郭庆昭、王象恒、郭庆章、林赞勋、金鸣昌、曾庆祺、林乙黎、彭瑞龙、叶遇恩、周珑、蒋梦熊、何迪启 、陈葆善、林仁杲、胡黻堂、陈琮等人响应，计20多位当地乡绅决议各家出钱众筹创办一家书社，向县内学子开放，供同人相互切磋学术、平民随时取借阅读。
创设之初，各家先出钱一万五，各自筹钱三万，购置书籍后余款用于购买飞云江南岸的涂田数十亩，以田租收入维持书社日常开销和添置书籍所需，社址定在大沙堤。“心兰”之名或取自《易传》“二人同心，其利断金；同心之言，其臭如兰”。心兰书社也有一套完整的管理规则，其制定的管理规则计8条：
|  | 一、每日閱書，上午九點鐘起，十一點鐘止，下午自一點鐘起，五點鐘止； 二、閱書人受授歸原，均須經司書報人手，不得擅自抽插，隨意轉給，以致遺失； 三、閱書報人不得高聲吟哦，恐聲浪激盪，有礙他人思潮； 四、如欲借閱之圖書現正有人閱覽時，須待其閱畢，不得強索； 五、所閱之書，每次但取一本，閱畢然後換閱他本； 六、閱書能用摘錄工夫最易獲益。凡閱書有欲摘錄者，盡可隨意抄寫。惟紙墨筆硯，皆須各人自備。書中不得加評語，亦不得加圈點； 七、閱圖有欲影摹者，所用之紙，必先一驗，方可影繪。因恐用紙太劣，則墨易透紙，或將原圖污損故也； 八、藏書期垂久遠，觀書諸生，須知珍惜，倘有墨污，擅加丹黃，以及卷頁缺少破損折皴，點檢後，照原書計價賠罰，如有保狀，保人亦一例議罰。 |

书社吸引了许多慕名而来的读书人，营造了一种读书气氛，书社的创办者也受益于书社。在书社创办的第二年，创办人之一的陈国桢就考取拔贡，此后更是“登贤书者踵接至”、“五科之内蝉联鹊起”，在心兰书社就读的瑞安士人接连在科举上取得功名。鉴于书社之成效，“云江之南渐有效仿者”。心兰书社的创办同人又在光绪七年（1881年）开办求志社讲求“实学”。
许启畴去世之后，陈虬等人继承其遗志，于光绪十九年（1893年）在城东北隅面城临水处购地，并兼并邻近的精庐寺土地，拟在书社的基础上兴办“心兰书院”，书社遂并入新设书院。陈虬在城东北创办利济医学堂，心兰书社曾作为附属图书馆，但是20世纪初利济产业崩溃之后心兰书社的藏书遭到瓜分。除了少量书社创建人的相关文献提及书社，心兰书社的有关资料相当匮乏，并没有多少遗留，缺乏票据存根、借读记录等实物证据佐证。书社停办之后，许启畴的后人们继承了先辈的遗愿，继续在瑞安从事图书馆事业。在许启畴之子许苞倡议下，瑞安县公立图书馆于1919年成立，是为今日瑞安图书馆，其田涂产业亦用于瑞安县公立图书馆运营。
心兰书社的新址在1942年建立仲容文化馆，1949年后改名瑞安文化馆，瑞安图书馆一度并入文化馆。旧址在1940年代成为中国国民党三民主义青年团团部所在，1949年以后用作公信簿记学校校舍，1958年至1963年间为丝绸厂占用，1964年之后成为食品厂库房，长期为人所遗忘，最后成为了危房。1980年代末，文物部门在编撰瑞安地方志时中发现，心兰书社的创建时间早于任何已知的中国近代图书馆，比同文阁早15年，比强学会藏早23年，可能是“我国（中国）最早的公共图书馆”。2000年瑞安入选浙江省历史文化名城，2002年开启了包括心兰书社在内的忠义街历史街区改造工程，食品厂被政府收购，心兰书社交由文物保护部门专门保护。2011年，心兰书社根据“修旧如旧”的原则完成初步修缮工作，并被列入为浙江省文物保护单位，同步申报全国重点文物保护单位。2014年心兰书社完成修缮，向公众开放。2016年，心兰书社转交文化部门，成为瑞安市图书馆分馆，恢复图书馆功能，2017年心兰书社成为瑞安市首批开放的城市书房之一。